# Dogoso
Schwarzes Dogose, oder auch schlicht Dogoso genannt, ist eine Gursprache von Burkina Faso.
Anders als die eng verwandte Sprache Khe unterscheidet sich die Sprache stärker von anderen Sprachen – einschließlich der benachbarten Doghose-Sprache.
Andere Namen der Sprache sind Bambadion-Dogoso ~ Bambadion-Dokhosié und die Variationen des 'Schwarzen Dogose': Dorhosié-Finng, Dorossié-Fing, Dorhosié-Noirs.